# 117714 Kiskartal
A 117714 Kiskartal (ideiglenes jelöléssel 2005 GH1) a Naprendszer kisbolygóövében található aszteroida. Sárneczky Krisztián fedezte fel 2005. április 2-án.

## Felfedezése
Egy felvételen sikerült megtalálni a 117713 Kövesligethy kisbolygóval, csak ez egy kicsit halványabb volt, és valamivel távolabbi pályán mozog, mivel ennek keringési ideje 5,37 év. Az égitestet május közepéig észlelték, de erről is kerültek elő archív felvételek egészen 1996-ig.